# 四子海桐
四子海桐（学名：Pittosporum tonkinense）为海桐花科海桐花属下的一个种。